# Gary di Silvestri
Gary Charles di Silvestri (* 3. Februar 1967 in New York City) ist ein US-amerikanischer Manager und ehemaliger dominicanischer Skilangläufer.

## Biographie
Gary di Silvestri wuchs in New York auf. Bereits in seiner Jugendzeit war er sportlich aktiv, so betätigte er sich als Footballspieler, Ringer und Leichtathlet während seiner Highschoolzeit. Später studierte an der Georgetown University sowie an der Columbia University.
2014 gründete er gemeinsam mit seiner Frau Angelica di Silvestri den dominicanischen Skiverband. Das Ehepaar hatte öfters Dominica als Urlaubsziel besucht, wobei sie später auch die dominicanische Staatsbürgerschaft annahmen.
Sein internationales Renndebüt als Skilangläufer gab Gary di Silvestri am 11. August 2013 in Snow Farm. Gemeinsam mit seiner Frau konnte er sich für die Olympischen Winterspiele 2014 in Sotschi qualifizieren. Dies war vor ihm noch keinem Sportler aus Dominica gelungen. Jedoch erkrankte er kurz vor dem Wettkampf über 15 km klassisch an einer Gastroenteritis. Er startete das Rennen zwar, musste jedoch bereits nach 300 Metern aufgeben.
Kurz nach den Spielen wurden Gary di Silvestri und seine Frau beschuldigt Steuern hinterzogen zu haben, jedoch kam es zu keiner Anklage.
Sein letztes internationales Rennen bestritt er am 19. März 2017 im Canmore Nordic Centre, danach ist er nicht mehr als Sportler in Erscheinung getreten.

## Sportliche Erfolge

### Olympische Winterspiele
- Sotschi 2014: DNF 15 km klassisch

### Australian New Zealand Cup
- Eine Platzierung unter den besten 20

### Weitere Erfolge
- 3 Platzierungen unter den besten 30 bei FIS-Rennen